# Euphorbia irgisensis
Euphorbia irgisensis är en törelväxtart som beskrevs av Dmitrij Litvinov. Euphorbia irgisensis ingår i släktet törlar, och familjen törelväxter. Inga underarter finns listade i Catalogue of Life.